# Боровська селищна адміністрація
Боровська́ селищна адміністрація (каз. Боровое кенттік әкімдігі, рос. Боровская поселковая администрация) — адміністративна одиниця у складі Бурабайського району Акмолинської області Казахстану. Адміністративний центр — селище Бурабай.
Населення — 4295 осіб (2021; 4977 у 2009, 6284 у 1999, 8356 у 1989).
Станом на 1989 рік існували Боровська селищна рада (смт Борове) та Щучинська сільська рада (села Зелений Бор, Кумсояк, Молбаза, Окжетпес, Підхоз). 1993 року були утворені Боровська селищна адміністрація (селище Борове, село Кумизинай (колишнє село Кумсояк)) та Зеленоборський сільський округ (села Зелений Бор, Молбаза, Окжетпес, Підхоз). Пізніше до складу Боровської селищної адміністрації передано село Окжетпес, а до складу Зеленоборського сільського округу — село Кумизинай. 2006 року утворено село Сарибулак.

## Склад
До складу адміністраціївходять такі населені пункти:
| Населений пункт | Колишні назви | Населення, осіб (1989) | Населення, осіб (1999) | Населення, осіб (2009) | Населення, осіб (2021) |
| --------------- | ------------- | ---------------------- | ---------------------- | ---------------------- | ---------------------- |
| Бурабай, селище | Борове        | 7285                   | 5523                   | 4225                   | 3503                   |
| Окжетпес, село  | -             | 1071                   | 761                    | 687                    | 705                    |
| Сарибулак, село | -             | -                      | -                      | 65                     | 87                     |